# سالت ریور (کنتاکی)
سالت ریور (کنتاکی) (به انگلیسی: Salt River (Kentucky)) رودخانه‌ای است که در ایالات متحده آمریکا جریان دارد.